# Haltepunkt Bonn UN Campus
Bonn UN Campus ist ein Haltepunkt der linksrheinischen Eisenbahnstrecke in der Bundesstadt Bonn, der insbesondere das Bundesviertel erschließt.

## Lage und Name
Der Haltepunkt liegt an der linken Rheinstrecke zwischen Bonn Hauptbahnhof und Bonn-Bad Godesberg an der Grenze der Ortsteile Gronau und Kessenich. Ziel des Bauvorhabens war die bessere Anbindung des nördlichen Teils des Bundesviertels. Es wurde entlang der Joseph-Beuys-Allee auf Höhe der Genscherallee, unweit des Kunstmuseums und der Bundeskunsthalle verwirklicht. Auch das Haus der Geschichte ist fußläufig erreichbar. Der Name UN Campus verweist auf das gut 600 m entfernte Zentrum der in Bonn angesiedelten 19 Organisationen der Vereinten Nationen und einen der größten Arbeitsplatzschwerpunkte der Stadt. Der Haltepunkt ist nicht nur für Besucher der UN-Organisationen bedeutsam, sondern auch für Berufspendler anderer Unternehmen wie der Deutschen Telekom und der Deutschen Post.

## Planung und Bau

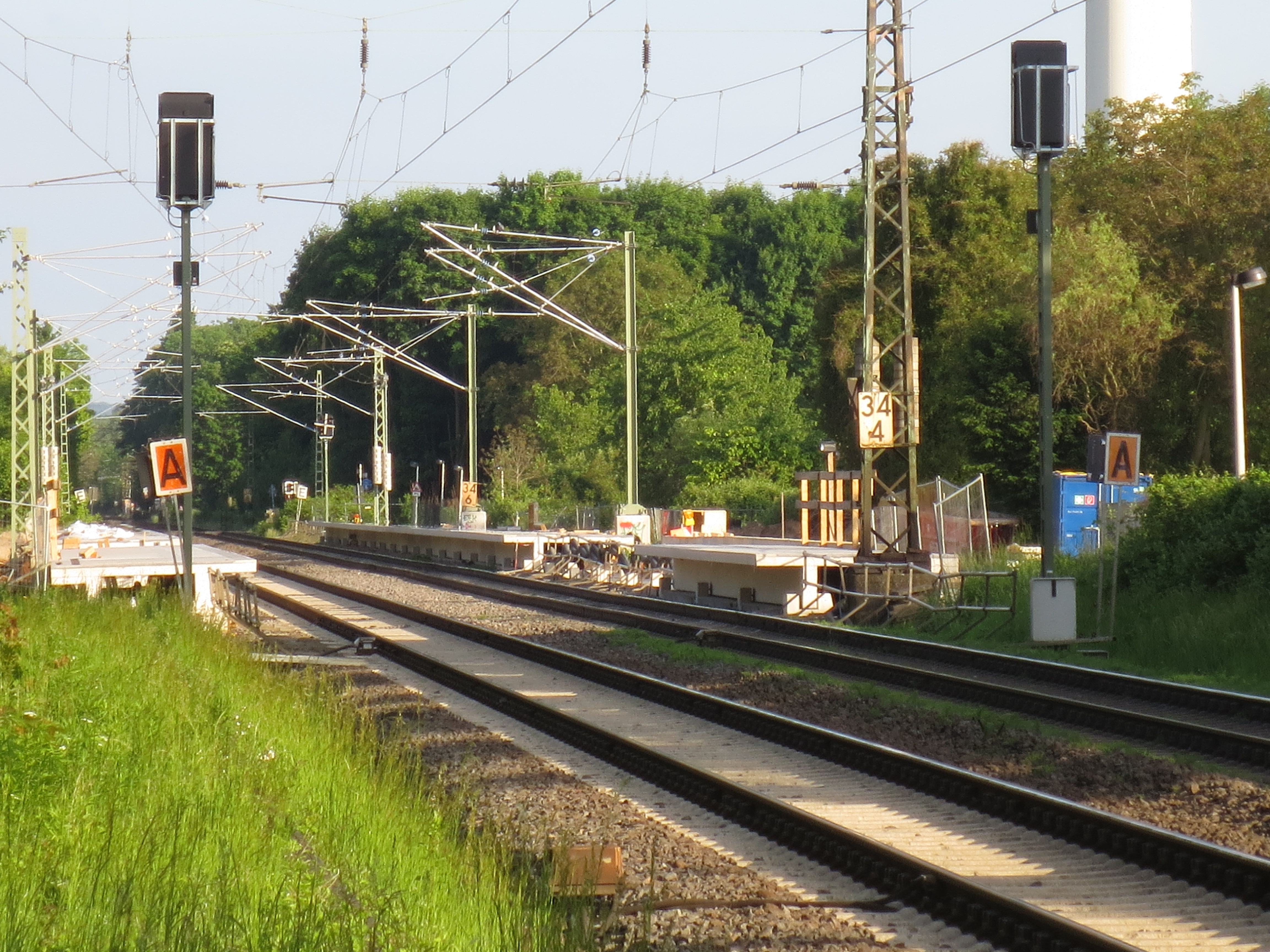
Bahnsteig im Bau

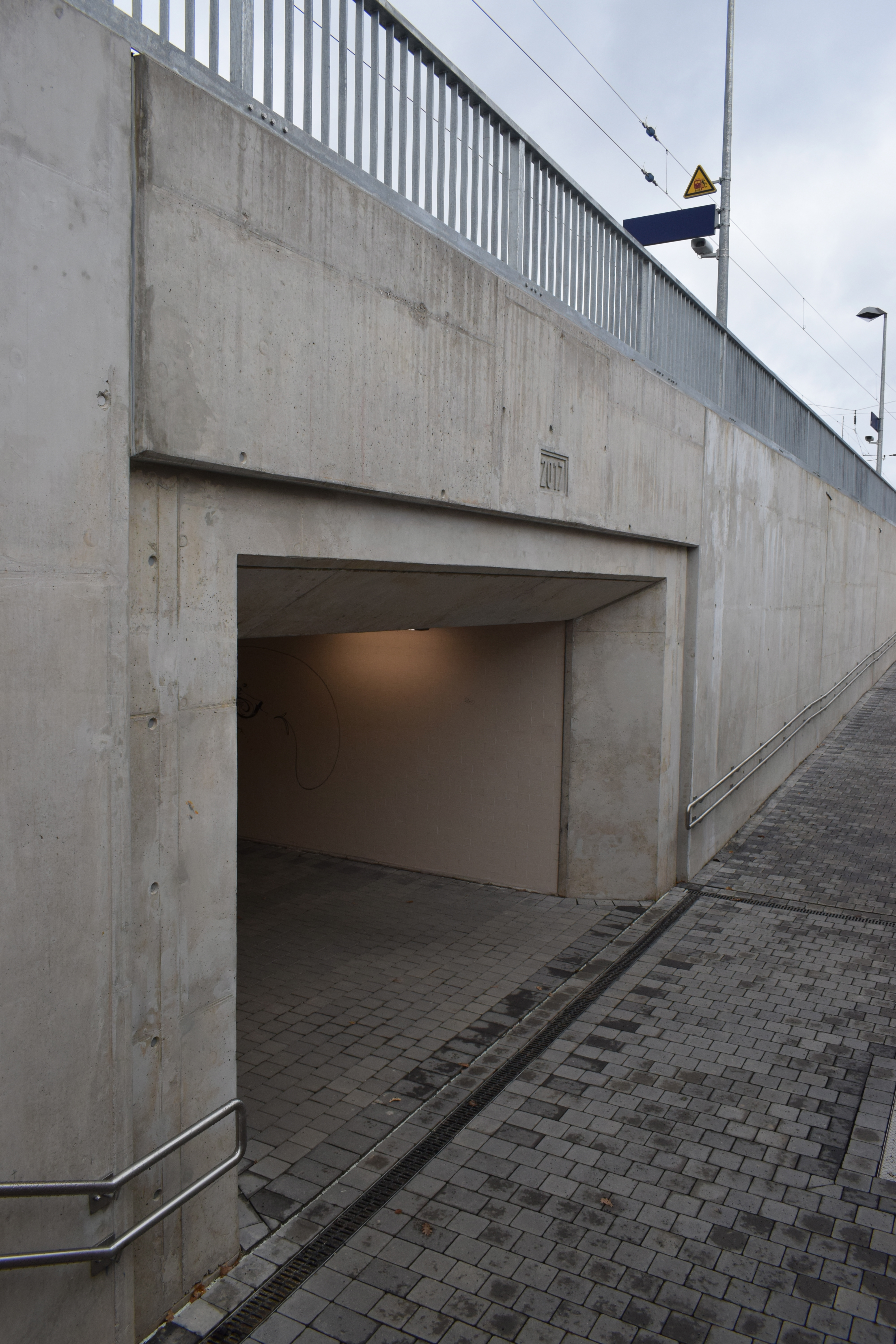
Fußgängertunnel

Die Planungen für den Haltepunkt – den ersten neuen an der Bahnstrecke im Bonner Stadtgebiet seit ihrer Verlängerung nach Rolandseck 1856 – unter dem ursprünglich vorgesehenen Namen Bonn Bundesviertel reichen mindestens bis ins Jahr 2006 zurück. Am 14. April 2011 legte der Bonner Stadtrat den Namen „Bonn UN Campus“ fest. Die vorbereitenden Bauarbeiten begannen im März 2016. Am 1. November 2017 wurde der Haltepunkt in Betrieb genommen. Ursprünglich sollte dies erst zum Fahrplanwechsel am 10. Dezember 2017 erfolgen. Doch aufgrund der UN-Klimakonferenz, die im November 2017 in Bonn stattfand, wurde der Bau beschleunigt und die Eröffnung vorverlegt. Einige Restarbeiten für den Haltepunkt wurden bis Ende 2018 erledigt.
Die Investitionen beliefen sich auf 7,9 Millionen Euro; als städtische Ergänzungsmaßnahmen wurden für 650.000 Euro unter anderem eine Bike+Ride-Anlage erstellt und die benachbarte Bushaltestelle barrierefrei ausgebaut. Der Großteil der städtischen Begleitmaßnahmen wurde von August bis (geplant) Dezember 2019 umgesetzt. Es werden täglich rund 4000 Fahrgäste erwartet. Es gibt zwei Außenbahnsteige, zudem Rampen- und Treppenanlagen sowie eine Personenunterführung. Die beiden Bahnsteige haben eine Nutzlänge von 220 m und eine Höhe von 76 cm über Schienenoberkante (SO).

## Inbetriebnahme

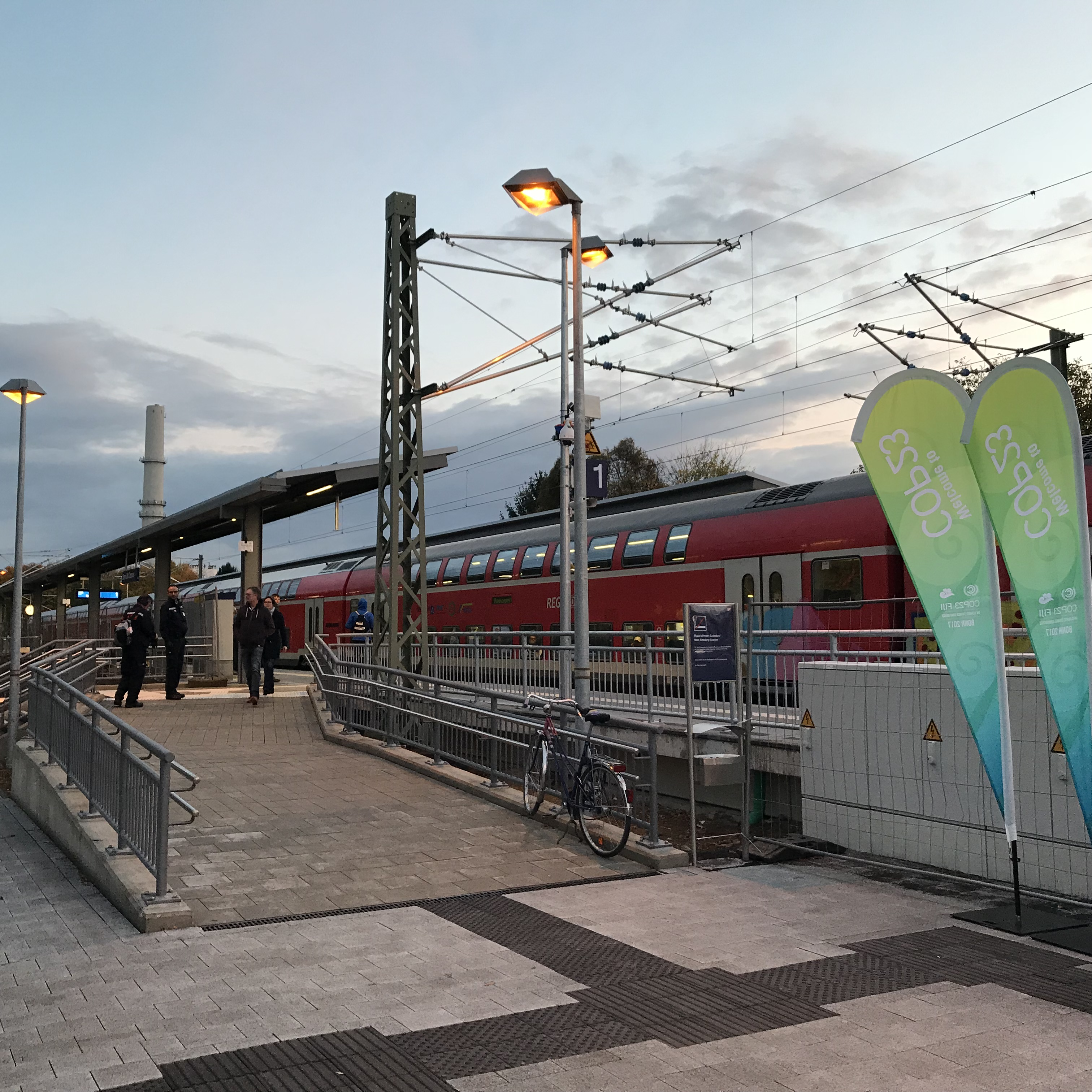
Haltepunkt UN Campus am Vorabend der Weltklimakonferenz COP23

Der Haltepunkt wurde zum 1. November 2017 in Betrieb genommen. Teilnehmende der UN-Klimakonferenz in Bonn 2017 (COP 23) aus der deutschen Hauptstadt Berlin, darunter Umweltministerin Barbara Hendricks konnten am 4. November in einem von der Deutschen Bahn bereitgestellten, speziell ausgestatteten und gestalteten ICE Train to Bonn mit Ausstieg an dem neuen Haltepunkt anreisen. Einen Tag später folgte die mit der Vorstellung des „CleanShuttle“ für die Klimakonferenz verbundene offizielle Einweihung der neuen Verkehrsstation.
Während der UN‐Klimakonferenz fuhren alle Linien (RE 5, RB 26, RB 30 und RB 48) den Haltepunkt in beiden Richtungen an, anschließend bis zum Fahrplanwechsel im Dezember 2017 nur die Linien RB 26 und RB 30 (in beiden Richtungen) sowie die RB 48 (nur Richtung Süden, seit 2019 auch Richtung Norden).

## Bedienung
Der Haltepunkt wird von den Linien RE 5 (Rhein-Express), RB 26 (MittelrheinBahn), RB 30 (Rhein-Ahr-Bahn) und RB 48 (Rhein-Wupper-Bahn) bedient. Seit dem 10. Dezember 2017 fahren die Linien RE 5, RB 26 und RB 30 den Haltepunkt in beiden Richtungen an. Die RB 48 (Rhein-Wupper-Bahn) in Richtung Köln/Wuppertal hält dort seit 15. Dezember 2019.
| Linie      | Verlauf | Takt                                                                                     | Betreiber             |
| ---------- | --- | ---------------------------------------------------------------------------------------- | --------------------- |
| RE 5 (RRX) | Rhein-Express: Wesel – Friedrichsfeld (Niederrhein) (zweistdl.) – Voerde (Niederrhein) – Dinslaken – Oberhausen-Holten (zweistdl.) – Oberhausen-Sterkrade – Oberhausen Hbf – Duisburg Hbf – Düsseldorf Flughafen – Düsseldorf Hbf – Düsseldorf-Benrath – Leverkusen Mitte – Köln-Mülheim – Köln Messe/Deutz – Köln Hbf – Köln Süd – Brühl – Bonn Hbf – Bonn UN Campus – Bonn-Bad Godesberg – Oberwinter – Remagen – Sinzig (Rhein) – Bad Breisig – Andernach – Koblenz Stadtmitte – Koblenz Hbf Stand: Fahrplanwechsel Dezember 2023 | 60 min                                                                                   | National Express      |
| RB 26      | MittelrheinBahn: (Köln/Bonn Flughafen –) (nur im Nachtverkehr) Köln Messe/Deutz – Köln Hbf – Köln West – Köln Süd – Hürth-Kalscheuren – Brühl – Sechtem – Roisdorf – Bonn Hbf – Bonn UN Campus – Bonn-Bad Godesberg – Bonn-Mehlem – Rolandseck – Oberwinter – Remagen – Sinzig (Rhein) – Bad Breisig – Brohl – Namedy – Andernach – Weißenthurm – Mülheim-Kärlich – Koblenz-Lützel – Koblenz Stadtmitte – Koblenz Hbf – Rhens – Spay – Boppard Hbf – Boppard-Bad Salzig – Boppard-Hirzenach – Sankt Goar – Oberwesel – Bacharach – Niederheimbach – Trechtingshausen – Bingen (Rhein) Hbf – Bingen (Rhein) Stadt – Bingen-Gaulsheim – Gau Algesheim – Ingelheim – Heidesheim (Rheinhessen) – Uhlerborn – Budenheim – Mainz-Mombach – Mainz Hbf Stand: Fahrplanwechsel Dezember 2021 | 60 min                                                                                   | Trans Regio           |
| RB 30      | Rhein-Ahr-Bahn: Bonn Hbf – Bonn UN Campus – Bonn-Bad Godesberg – Bonn-Mehlem – Oberwinter – Remagen – Bad Bodendorf – Heimersheim – Bad Neuenahr – Ahrweiler – Ahrweiler Markt – Walporzheim (– Dernau – Rech – Mayschoß – Altenahr – Kreuzberg (Ahr) – Ahrbrück) bis Ende 2025 wegen Hochwasserschäden nur bis Walporzheim, der weitere Streckenverlauf bis Ahrbrück ist seit Juli 2021 nicht mehr befahrbar Stand: Fahrplanwechsel Dezember 2021 | 60 min                                                                                   | DB Regio              |
| RB 48      | Rhein-Wupper-Bahn: Wuppertal-Oberbarmen – Wuppertal-Barmen – Wuppertal Hbf – Wuppertal-Vohwinkel – Haan-Gruiten – Haan – Solingen Hbf – Leichlingen – Opladen – Leverkusen-Manfort – Köln-Mülheim – Köln Messe/Deutz – Köln Hbf – Köln West – Köln Süd – Hürth-Kalscheuren – Brühl – Sechtem – Roisdorf – Bonn Hbf – Bonn UN Campus – Bonn-Bad Godesberg – Bonn-Mehlem Stand: Fahrplanwechsel Dezember 2021 | 30 min (W-Oberbarmen–Köln) 30 (HVZ)/60 min (Köln–Bonn Hbf) 60 min (Bonn Hbf–Bonn-Mehlem) | National Express Rail |